# Quicksand (canción de Finger Eleven)
«Quicksand» es una canción de la banda, Finger Eleven. Es la primera canción y el segundo sencillo de su álbum Tip. Fue lanzado en 1998.

## Posicionamiento
| Listas (1998)              | Posiciones |
| -------------------------- | ---------- |
| Hot Mainstream Rock Tracks | 28         |